# Antoine Pierre Paporet
Antoine Pierre Paporet est un homme politique français né le 5 mars 1765 à Paris et mort le 5 mai 1836 à Vaux-en-Vermandois.

## Biographie
Antoine Pierre Paporet naît le 5 mars 1765 à Paris. Il est le fils d'Antoine Paporet, avocat au parlement et conseiller-secrétaire du roi, et de son épouse, Françoise Élisabeth Duquesnelle.
Conseiller à la cour des Aides de Paris en 1789, Antoine Pierre Paporet est maire[Où ?] et conseiller général de l'Aisne. Sous la Restauration, il est juge suppléant au tribunal de première instance de Saint-Quentin. Il est député de l'Aisne de 1815 à 1820, siégeant au centre et soutenant les gouvernements de la Restauration.

## Sources
- « Antoine Pierre Paporet », dans Adolphe Robert et Gaston Cougny, Dictionnaire des parlementaires français, Edgar Bourloton, 1889-1891 [détail de l’édition]
- Jean-Claude Farcy, Rosine Fry, Annuaire rétrospectif de la magistrature XIXe – XXe siècles, Centre Georges Chevrier (Université de Bourgogne/CNRS), 2010.